# Charles de Gontaut-Biron
Pour les articles homonymes, voir Biron et Liste des barons, ducs et marquis de Biron.
Ne doit pas être confondu avec Charles-Armand de Gontaut-Biron.
Charles de Gontaut, duc de Biron, né en 1562 à Saint-Blancard, et exécuté le 31 juillet 1602 à la Bastille, est un militaire français. Maréchal de France, il est connu pour l'amitié que lui portait Henri IV, qu'il a pourtant trahi.

## Biographie

### Famille
Fils d'Armand de Gontaut-Biron, maréchal de France, il naît à Saint-Blancard en 1562 et est élevé à Biron, dans le Périgord, au château éponyme que possède sa famille. 
Sa mère était protestante et son père catholique. Baptisé catholique, sa tante, Madame de Brizambourg, l'éduque néanmoins dans la religion protestante, sans parvenir à l'y convertir.

### Carrière militaire
Le 6 mars 1586, il tue en duel un rival, le prince Claude de Carency, fils de Jean d'Escars. Il fait ses premières armes sous les ordres de son père et sert ensuite Henri IV avec autant de dévouement que d'intrépidité. Maréchal de camp en 1590, il se couvre de gloire lors du siège de Gournay-en-Bray puis aux batailles d'Arques et d'Ivry, aux sièges de Paris et de Rouen, au combat d'Aumale (5 février 1592) et à la bataille de Fontaine-Française (1595). 
En récompense, le roi, qui lui sauve la vie à Fontaine-Française et au siège d'Amiens (1597), le comble d'honneurs. Il est ainsi nommé amiral de France et de Bretagne (1592), maréchal de France (1594) puis gouverneur de la Bourgogne. Il est créé duc et pair du royaume (1598) sur sa terre de Biron puis envoyé en ambassade auprès de la reine Élisabeth.

### Le complot
Le maréchal de Biron, vieil ami et compagnon d'armes d'Henri IV, était éternellement insatisfait des bienfaits dont le roi le comblait. 
En 1595 Biron s'est laissé débaucher par Picoté, ancien ligueur, et a commencé à comploter avec les Espagnols. Biron rêvait de faire renaître la Ligue catholique, et Charles-Emmanuel pensait la chose possible.

#### Biron complote avec le duc de Savoie
En 1598, lors de la paix de Vervins, Biron était prêt à agir. Un rapport de l'envoyé espagnol à Turin indiquait qu'« il ne faut pas rendre le marquisat de Saluces à la France et gagner du temps, car le maréchal de Biron est prêt à fomenter une guerre civile en France à la faveur de laquelle le duc de Savoie n'aura point de peine à conserver Saluces ». 
Le 20 décembre 1599, le roi reçut le duc de Savoie à Fontainebleau. Durant son séjour, Charles-Emmanuel rencontra Biron et ils eurent l'occasion de mettre au point le plan de la conspiration, épisode qui est attesté dans les mémoires de Sully. Le duc de Savoie proposa à Biron d'épouser sa troisième fille en échange d'un soulèvement de la noblesse contre Henri IV. En échange, Biron aurait obtenu la souveraineté sur la Bourgogne et sur la Franche-Comté. 
De plus, il s'insinua dans les bonnes grâces d'Henriette de Balzac d'Entragues, marquise de Verneuil, qui était la maîtresse du roi depuis la mort de Gabrielle d'Estrées, en lui faisant de somptueux cadeaux. Afin de rallier quelques comploteurs supplémentaires, il s'efforça également de gagner en sa faveur les ducs d'Épernon, de Bouillon, de La Trémoille, et le comte d'Auvergne, fils naturel de Charles IX, qui étaient mécontents du roi.
Afin de régler le différend, Henri IV offrit à Charles-Emmanuel, soit de garder le marquisat de Saluces contre la cession de la Bresse, soit de le rendre purement et simplement. Le duc de Savoie demanda un délai de réflexion de trois mois et repartit très mécontent en mars 1600 ; cette attitude et ce délai n'étaient faits que pour gagner du temps et laisser la conspiration se développer.
Le 11 août 1600, la guerre franco-savoyarde débuta. Henri IV destinait le poste de gouverneur de Bresse, après sa conquête, à Biron mais destinait le poste de gouverneur de la citadelle de Bourg-en-Bresse au huguenot Pierre d'Escodeca, baron de Boesse-Pardaillan et mestre de camp du régiment de Navarre.
Biron, étant très engagé avec le duc de Savoie, fit avertir Jacques de Bouvens, le gouverneur de Bourg, de se tenir sur ses gardes et lui donna le jour et l'heure de l'attaque de la ville, mais la ville fut prise malgré la trahison du commandant en chef.
Aux environs du 25 août, le roi Henri avait envoyé Sully visiter plusieurs citadelles qui étaient investies. Sully vint coucher à Bourg-en-Bresse où il fut bien accueilli par Biron. Le jour de son départ pour Lyon, Sully reçut un avis qu'un groupe de deux cents hommes, ennemis, venaient d'arriver dans un château proche du lieu où il devait passer la nuit. Ayant parlé de cette information à Biron, celui-ci la trouva totalement ridicule. Sully demanda toutefois à Biron de lui donner une escorte jusqu'à Lyon. Biron donna comme escorte ses propres gardes qui accompagnèrent Sully jusqu'à Villars où l'escorte le quitta. « Je fis recharger mes mulets et fis encore environ quatre lieues et ne m'arrêtai qu'à Vimy où je me crus en sûreté. Le doute que j'avais que Biron avait entrepris de me livrer au duc de Savoie, se changea alors en certitude. Trois heures après que je fus parti de Villars, les deux cents hommes vinrent fondre sur la maison où ils croyaient que j'étais, et parurent très fâchés d'avoir manqué leur coup. »
Des rumeurs parvinrent à la Cour et le complot fut révélé par Jacques de La Fin (venu d'une famille huguenote ; cf. l'article La Nocle ; son neveu Prégent de La Fin, † 1624, fut le dernier vidame héréditaire de Chartres-La Ferté), qui avait été l'agent et l'émissaire de Biron, mais s'était semble-t-il brouillé avec lui.

### Le procès

Charles de Gontaut-Biron.

Biron veut tout nier mais il est confondu par ses écrits. Henri IV, qui lui avait déjà pardonné une première traîtrise à Lyon, essaie, mais en vain, d'obtenir l'aveu et le repentir de ce nouveau crime afin de lui pardonner. Biron est donc arrêté à Fontainebleau dans la nuit du 13 au 14 juin 1602. Le 13 juillet 1602, La Fin arrive à Paris, sous bonne escorte, et le 14 Biron est confronté à son accusateur. Le 17 juin, le procès de haute trahison est remis aux mains des conseillers du Parlement, où le maréchal, entretemps incarcéré à la Bastille, comparaît le 27 juillet en l'absence des pairs du royaume, qui ont refusé de participer au procès.
Le 29 juillet 1602, Charles de Gontaut, duc de Biron est condamné à mort pour crime de haute trahison et décapité le 31, non en place de Grève comme le prévoyait la condamnation mais « dedans l'enclos de la Bastille, suivant le commandement que j'en avois faict, à la requeste de ses proches parens et pour tesmoigner l'affection que je luy ay portée » (Henri IV). Il avait aussi reçu la charge de maréchal général des camps et armées du roi mais, sommé le matin de son exécution de rendre son épée et son bâton de maréchal, « répondit qu'il n'en avait point ». Comme il avait refusé d’avoir les mains liées et, se relevant et se remettant à genoux, disait « au bourreau qu’il se retirast de lui, qu’il ne l’irritast point et le mist au désespoir, s’il ne vouloit qu’il l’estranglast », celui-ci « pour l'amuser lui dist : « Monsieur, il faut dire votre In manus » et fit signe à son valet de lui bailler l'espée, de laquelle il luy coupa la teste si dextrement qu'à peine vid on passer le coup ».

## Postérité
Biron était populaire ; l'opinion nobiliaire et populaire retiendra le destin injuste du soldat et l'ingratitude des rois. 
Quant à Jacques de La Fin, il fut assassiné en avril 1606 par des inconnus sur le pont Notre-Dame,.
Son orgueil et peut-être son suicidaire entêtement à ne pas reconnaître devant Henri IV son ultime trahison aurait inspiré l'expression populaire « Être con comme Biron ».
Il est probablement à l'origine de la chanson enfantine Quand Biron voulut danser.

## Littérature
L'histoire de la trahison de Biron, ainsi que son procès, ont été mis en scène par le dramaturge anglais George Chapman (1559 ?–1634), dans une double pièce intitulée The Conspiracy and Tragedy of Charles Duke of Byron (1608).
Gérard de Nerval fait allusion à non pas à ce Biron dans son poème El Desdichado mais au fondateur de sa race : Gaston Ier de Gontaut Biron.
«… Suis-je Amour ou Phœbus, Lusignan ou Biron… »
mettant côté à côté le roi de Jérusalem Guy de Lusignan, parangon de chevalerie médiévale, et le traître.
Dans son roman Masca, Valérie Stein fait référence à ce personnage dissimulé derrière un pseudonyme très proche. Faits historiques et fiction s'entremêlent.
Une version des derniers jours de Biron est racontée dans la chanson « La complainte du maréchal Biron » (1978) du groupe rock Canadien-Français Garolou. Dans la pièce, Biron, à la suite de son retour à Paris, a une relation secrète avec la reine, poussant le roi à faire exécuter Biron.